# Агаскыр
Агаскыр (хак. Ах асхыр - Белый жеребец) — деревня в Орджоникидзевском районе Хакасии. Расположена в горно-таежной местности. Малый населённый пункт. Число хозяйств — 9, население — 19 чел. (01.01.2004). Образована в 1900—1905.

## Население
| 2002 | 2010 |
| ---- | ---- |
| 25   | ↘6   |